# Julian Roykiewicz
Julian Bronisław Roykiewicz (ur. 24 czerwca 1896 w Warszawie, zm. 11 października 1988) – porucznik rezerwy łączności Wojska Polskiego.

## Życiorys
Absolwent Gimnazjum im. Mikołaja Reja w Warszawie z 1915 roku oraz absolwent Politechniki Warszawskiej z 1919 roku.
Filister Welecji i jej pierwszy sekretarz w Warszawie w 1916 roku. W tym samym czasie pełnił funkcję adiutanta Stefana Mieszkowskiego, komendanta POW na Warszawę. W 1922 roku, po utworzeniu Związku Polskich Korporacji Akademickich, został jego wiceprezesem.
Uczestnik walk o niepodległość w czasie I i II wojny światowej oraz wojny z bolszewikami w 1920 roku.
Na stopień podporucznika został mianowany ze starszeństwem z 1 lipca 1925 w korpusie oficerów rezerwy łączności. W 1934 roku pozostawał w ewidencji Powiatowej Komendy Uzupełnień Warszawa Miasto III. Posiadał przydział w rezerwie do Kadry 4 batalionu telegraficznego w Brześciu.
Pochowany został na Starych Powązkach (kwatera 5-6-9).

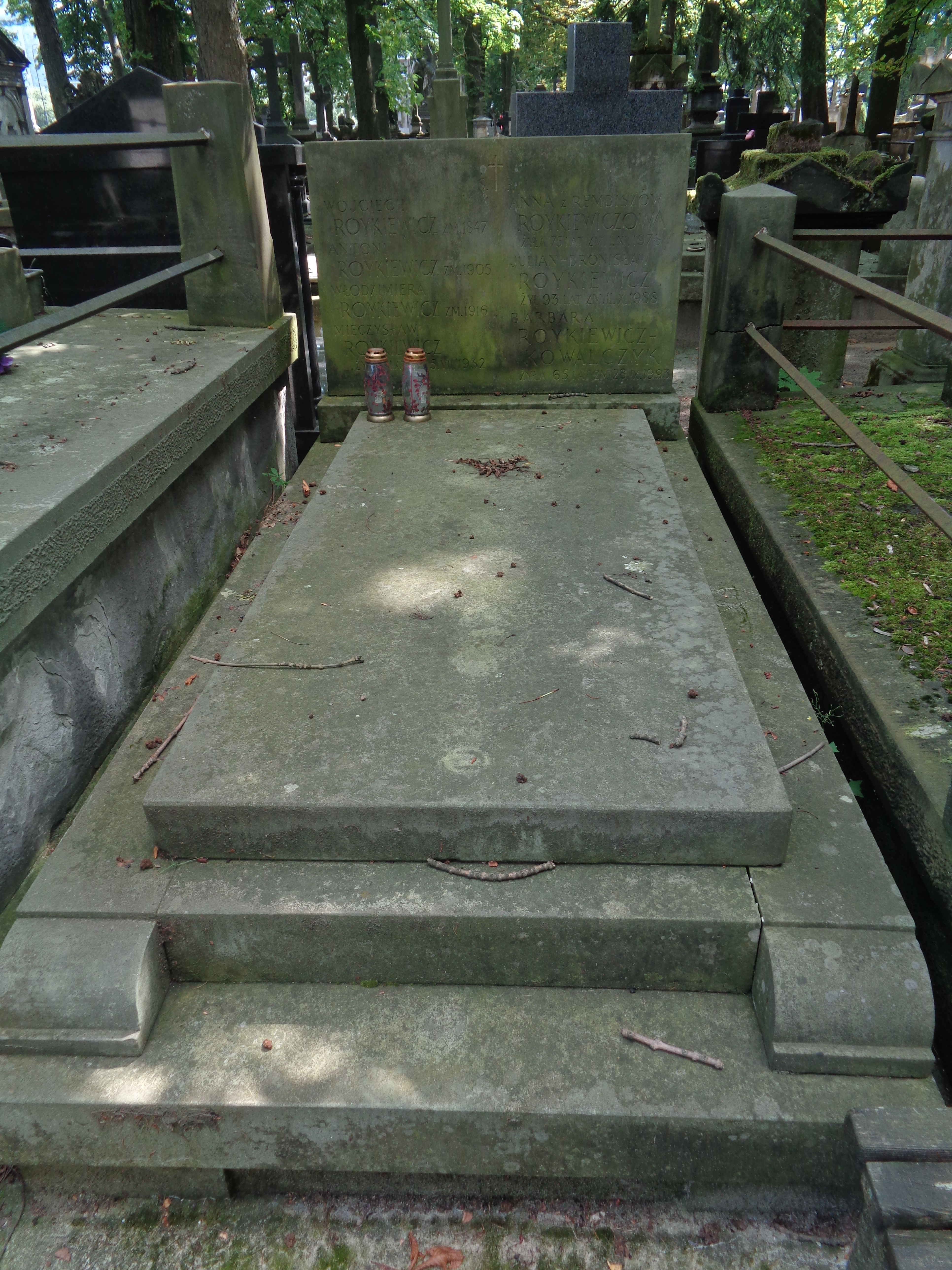
Grób Juliana Roykiewicza na Cmentarzu Powązkowskim

## Ordery i odznaczenia
- Krzyż Niepodległości – 16 marca 1937 roku „za pracę w dziele odzyskania niepodległości”[3]